# Fun.exe 病毒
The Fun. Exe 病毒属于 w32. Assarm電腦病毒家族。根据網路安全公司赛门铁克（LifeLock）的说法，它将自己注册为Windows系统进程，然后定期发送带有传播附件的電子郵件。该病毒于 2008 年初首次出现，现在已被大多数防毒軟體识别。

## 感染方式
该病毒将在整个系统中安装多个自身副本。通过在不同位置安装许多具有不同名称的副本，它本身很难删除。正在运行的副本是一个系统进程，如果手动关闭它将重新启动。該病毒将自己添加到自动运行信息中，以便在启动时执行多个副本。這些副本相互監控，如果其中一個被刪除，將恢復其它副本。这使得從電腦中完全移除相當困難。

## 特徵
病毒使用的已知文件名稱是 Fun.exe、DC.exe、Other.exe、SVIQ.exe、win.exe、WinSit.exe、Windev.exe 和最常見的 thisisnotmalwarelol.exe ，通常会嵌入到 powerpoint軟體 中，這樣更難被大多數的防毒软件發現，例如 Sophos 、卡巴斯基和 TotalAv。
病毒檔案图标看起来像資料夹的图标，吸引用户打开病毒，从而开始初始感染。然而，文件夹的图标与 Windows 服务图标存在區别，可以通过细微的视觉差异来区分，文件夹的黑色轮廓下方主要是白色。当图形操作容量处于 256 色模式而不是 24 位色模式时，这种视觉差异在安全模式下特別明显。

## 清除方法
病毒文件显示的创建日期为 2008年6月23日，並显示了 Olalatheworld.exe 的原始名称和 Olalatheworld 的内部名称。这些文件的大小为 124,928 位元組。这些特徵可以帮助区分受感染的文件，这一点對於清除病毒的動作很重要，因为某些是正常 Windows 文件，因此必须小心不要删除重要的 Windows 文件。

## 外部連結
如何擺脫 Fun.exe 惡意軟體? （页面存档备份，存于）

## 参見
1. ↑  .   [2021-06-27]. （原始内容存档于2015-10-30）.